# Skull Ring
Albums de Iggy Pop
Beat 'Em Up
(2001) Préliminaires
(2009)
Singles
1. Little Know It All
Sortie : 2003

Skull Ring est le quatorzième album studio d'Iggy Pop. Il est sorti le 4 novembre 2003 sur le label Virgin et a été produit par Iggy Pop. 

## Historique
Cet album fut enregistré dans sa majorité aux The Hit Factory Criteria Studiosde Miami. Il inclut notamment des titres écrits et joués en collaboration avec des groupes comme The Stooges, The Trolls, Green Day, Sum 41, et la chanteuse Peaches.
Le titre Little Know It All composé et enregistré avec le groupe Sum 41 sortira en single et se classera à la 35e place dans les charts (Modern Rock Tracks) du Billboard.
Il fit un rapide passage de quatre semaines dans les charts français pour une 34e meilleure place.

## Musiciens
- Iggy Pop : chant, guitare acoustique sur Til Wrong Feels Right

Avec
- Peaches : chant, samples sur Rock Show
- The Stooges
  - Ron Asheton : guitares, basse
  - Scott Asheton : batterie, percussions
- The Trolls
  - Whitey Kirst : guitares
  - Alex Kirst : batterie, percussions
  - Pete Marshall : basse
- Green Day
  - Billie Joe Armstrong : guitares, chant
  - Tré Cool : batterie, percussions
  - Mike Dirnt : basse
- Sum 41
  - Deryck Whibley : guitares, chant
  - Steve Jocz : batterie, percussions
  - Jason McCaslin : basse
  - Dave Baksh : guitares
- Feedom sur Motor Inn
  - Taylor Savvy : Lap-steel
  - Peaches : basse, chant
  - Gonzales : batterie, percussions
- Steve Keeping : batterie, percussions sur Rock Show

## Liste des titres
| No  | Titre                 | Auteur                               | Avec        | Durée |
| --- | --------------------- | ------------------------------------ | ----------- | ----- |
| 1.  | Little Electric Chair | Iggy Pop / R. Asheton / S.Asheton    | The Stooges | 4:40  |
| 2.  | Perverts in the Sun   | Pop / W. Kirst / A. Kirst / Marshall | The Trolls  | 3:18  |
| 3.  | Skull Ring            | Pop / Asheton / Asheton              | The Stooges | 3:51  |
| 4.  | Superbabe             | Pop / Kirst / Kirst / Marshall       | The Trolls  | 4:09  |
| 5.  | Loser                 | Pop / Asheton / Asheton              | The Stooges | 2:41  |
| 6.  | Private Hell          | Pop / Billie Joe Armstrong           | Green Day   | 2:50  |
| 7.  | Little Know It All    | Pop / Deryck Whibley / Greig Nori    | Sum 41      | 3:33  |
| 8.  | Whatever              | Pop / Kirst / Kirst / Marshall       | The Trolls  | 3:16  |
| 9.  | Dead Rock Star        | Pop / Asheton / Asheton              | The Stooges | 4:39  |
| 10. | Rock Show             | Pop / Merril Beth Nisker             | Peaches     | 2:08  |
| 11. | Here Comes the Summer | Pop / Kirst / Kirst / Marshall       | The Trolls  | 4:53  |
| 12. | Motor Inn             | Pop / Nisker / Jason Beck / Szigeti  | Peaches     | 4:11  |
| 13. | Inferiority Complex   | Pop / Kirst / Kirst / Marshall       | The Trolls  | 4:13  |
| 14. | Supermarket           | Pop / Armstrong                      | Green Day   | 3:01  |
| 15. | Til Wrong Feels Right | Pop                                  |             | 3:13  |
| 16. | Blood On Your Cool    | Pop / Kirst / Kirst / Marshall       | The Trolls  | 7:02  |

## Charts
Charts album
| Pays   | Durée du classement | Meilleur classement |
| ------ | ------------------- | ------------------- |
| France | 4 semaines          | 34e                 |

Charts singles
| Année | Single             | Chart             | Durée du classement | Position |
| ----- | ------------------ | ----------------- | ------------------- | -------- |
| 2003  | Little Know It All | Alternative Songs | 8 semaines          | 35e      |